# Omiodes blackburni
Omiodes blackburni là một loài bướm đêm trong họ Crambidae.

## Hình ảnh

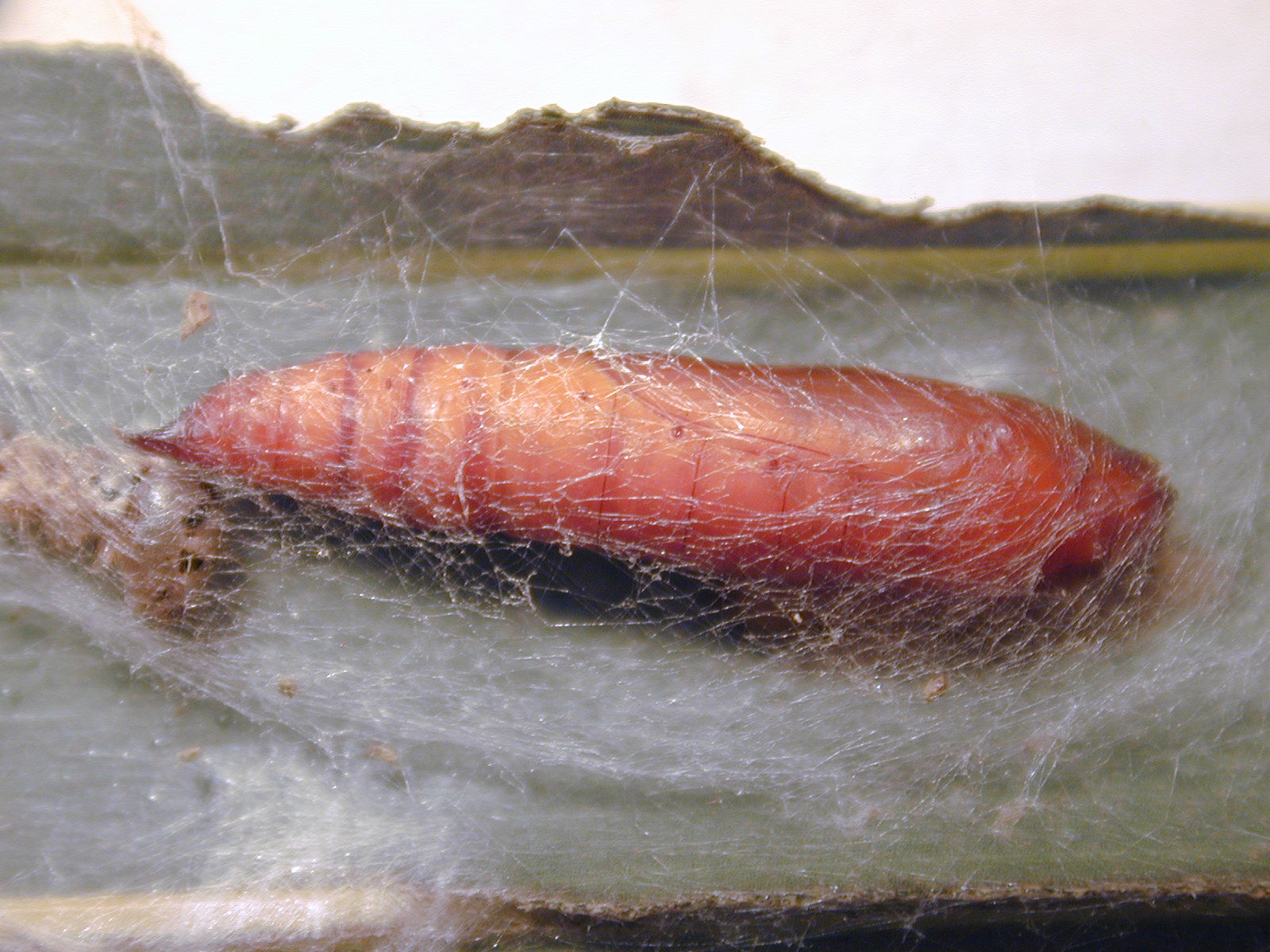
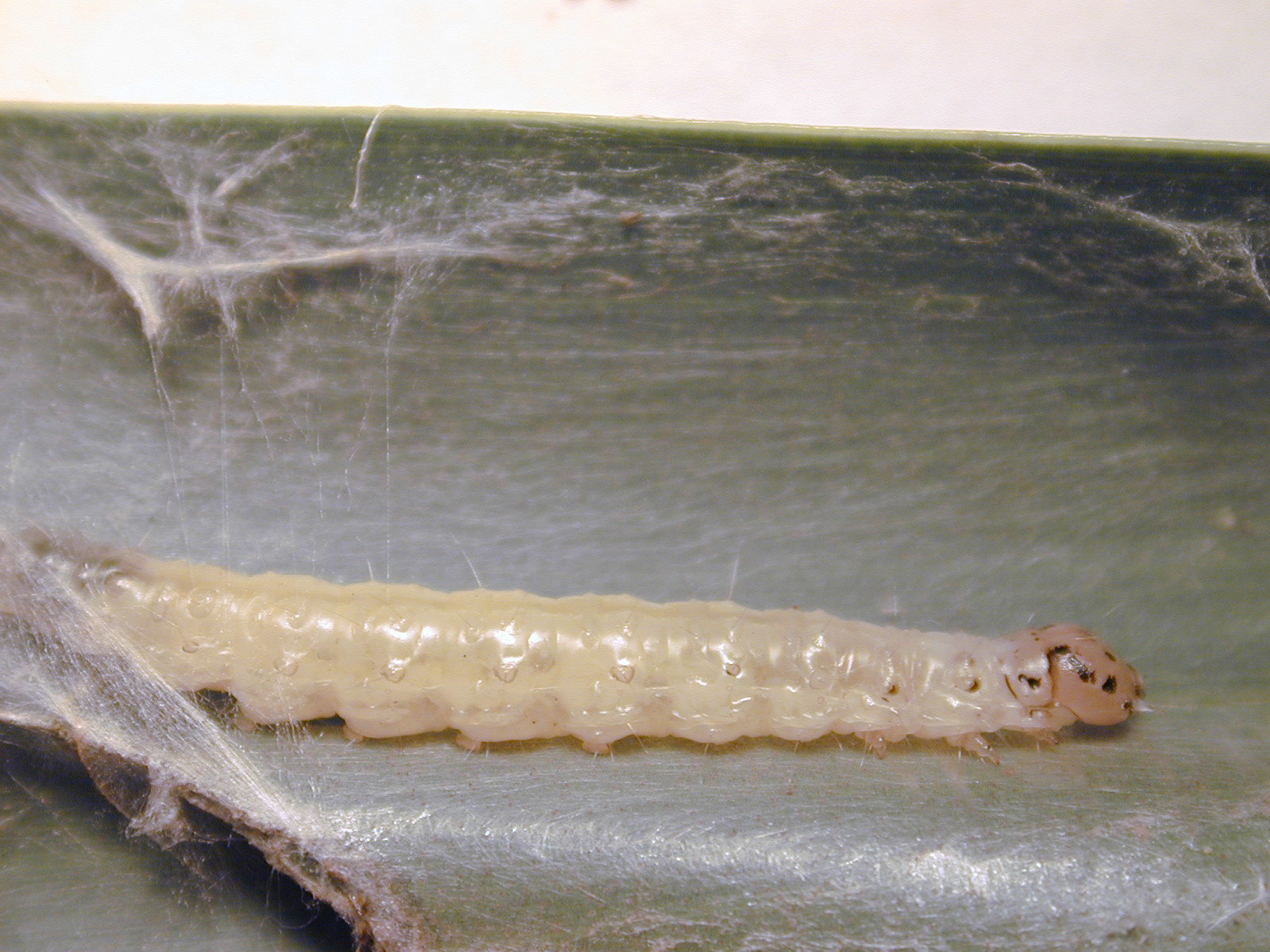
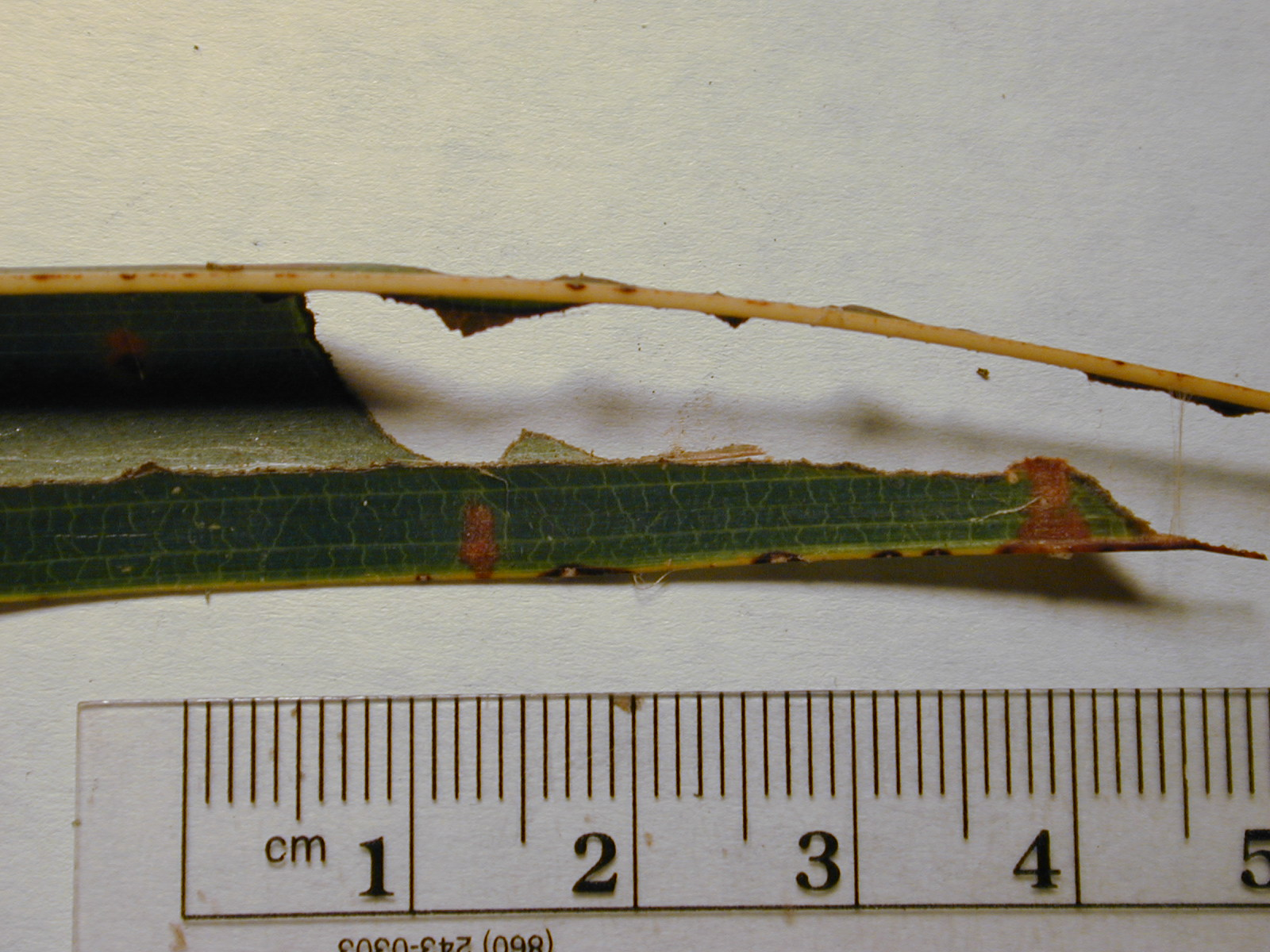
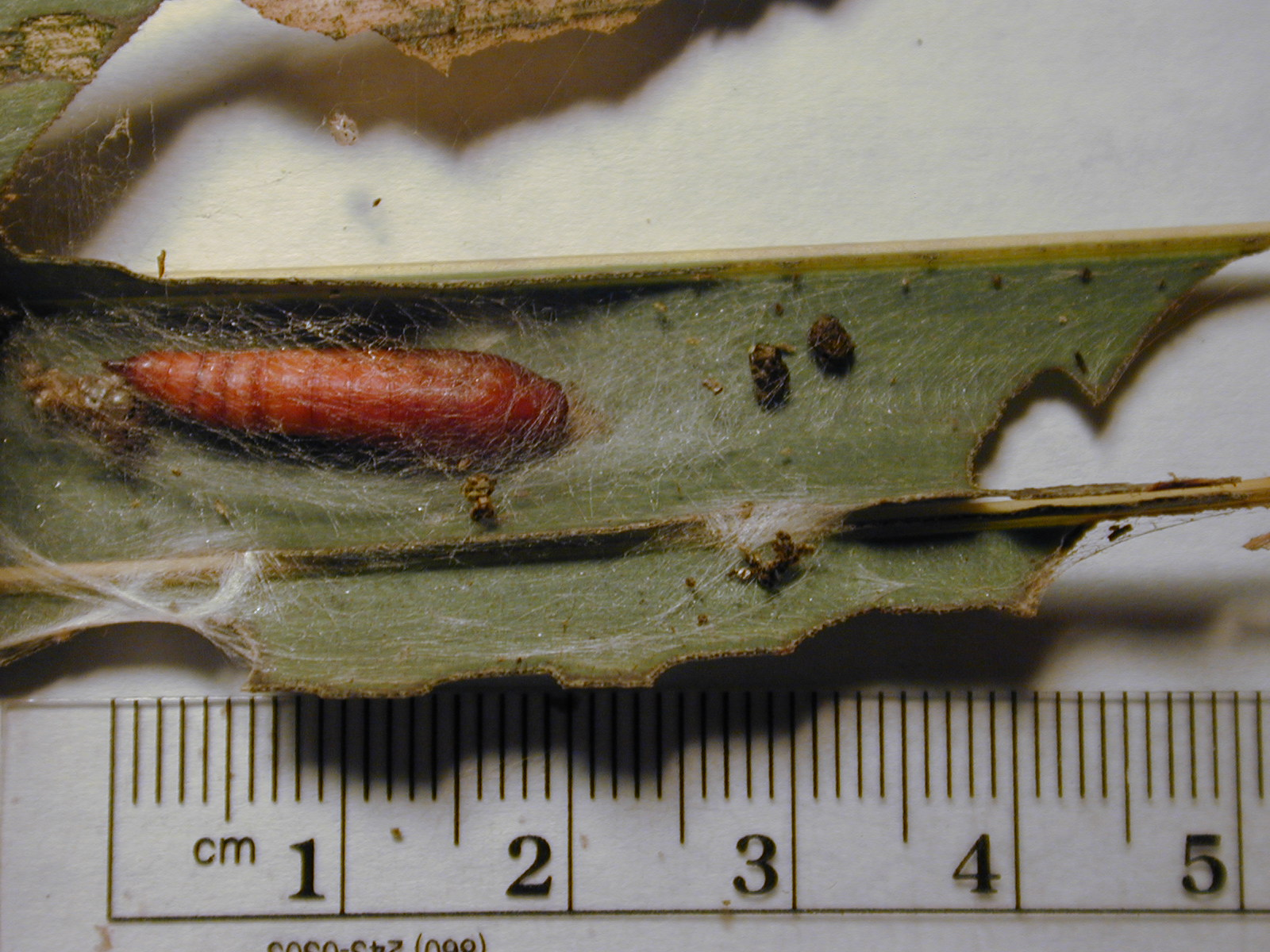